# Ґорзо Степан
Ґорзо Степан (1869–1943) — редактор, літератор, громадський і церковний діяч.

## З біографії
Народ. 16 березня 1869 р. у с. Хмільник на Закарпатті. Студіював медицину в Будапешті, потім перейшов на теологію до Ужгородської семінарії. У 1887 р. був висвячений, викладав релігію у Мукачеві. У 1904 р. прибув до США, був парохом церкви Івана Хрестителя у Бриджпорті, з 1908 р. — у МекКіспорті парохом,- потім деканом. У 1916–1918 рр. — адміністратор закарпатських парафій. Помер 1943 р. у МекКіспорті (Пенсільванія).

## Творчість
Автор оповідання «Федоришинові» (1925).